# Godim
Godim ist ein Ort und eine ehemalige Gemeinde (Freguesia) im portugiesischen Kreis Peso da Régua. Die Gemeinde hatte 4645 Einwohner (Stand 30. Juni 2011).
Am 29. September 2013 wurden die Gemeinden Godim und Peso da Régua zur neuen Gemeinde União das Freguesias de Peso da Régua e Godim zusammengeschlossen.